# 周荣 (东汉)
周荣（1世纪—2世纪），字平孙，庐江舒人，东汉官员。
汉章帝年间，举明经，得司徒袁安辟为府僚。袁安数次与他论议，很器重他。袁安奏执金吾窦景与其兄大将军窦宪争立北单于事，都是周荣起草的奏章。窦氏门客太尉掾徐齮很厌恶周荣，约永元四年（92年）正月，威胁他说：“你为袁公腹心之谋，排奏窦氏，窦氏悍士刺客满城中，小心防备啊！”周荣说：“我周荣是江淮孤生，蒙先帝大恩，以历宰二城（历任两座城的长官）。今复得为宰相幕僚，纵为窦氏所害，诚所甘心。”故常告诫妻儿：若自己遭祸暴死，不要殡敛，希望以自己区区腐身让朝廷觉悟。窦氏败亡，周荣由此显名，由郾令被擢为尚书令。汉和帝年间，出为颍川太守，犯法，当下狱，和帝思周荣忠节，贬为共令。一年多后，复以为山阳太守。所历任长官的郡县，其政绩都被人记述。后告老，卒于家，诏特赐钱二十万，除授其子周兴为郎中。
周兴子周景。张璠《汉纪》误作周景为周荣子，赵一清据《后汉书》进行了纠正。

## 评价
- 《后汉书》赞曰：（韩）棱、荣事君，志同鹯雀。

## 延伸阅读
[在维基数据编辑]
 《後漢書/卷45》，出自范晔《後漢書》
 《東觀漢記》